# What's Really Going On?
What's Really Going On? är ett musikalbum av Mac Dre, släppt 1992.

## Spårlista
1. "California Livin' Remix"
2. "What's Really Going On?"
3. "Young Playah'"
4. "All Damn Day"
5. "On My Toes"
6. "Much Love '4 the Mac'"
7. "Punk Police"